# Søre Blåbreahøe
De Søre Blåbreahøe is een berg behorende bij de gemeente Lom en Vågå in de provincie Oppland in Noorwegen. De berg, gelegen in Nationaal park Jotunheimen, heeft een hoogte van 2196 meter.
De Søre Blåbreahøe is onderdeel van het gebergte Jotunheimen.